# Serra Boa Vista
A serra Boa Vista é um contraforte montanhoso do estado brasileiro do Maranhão. Na região encontram-se as nascentes do rio Itapecuru.